# Dream On (singel Aerosmith)
Dream On – ballada rockowa zespołu Aerosmith, wydana w 1973 roku jako singel promujący album Aerosmith.

## Powstanie
Autorem piosenki jest Steven Tyler, który z przerwami pisał ją przez sześć lat. Przełom w tworzeniu nastąpił z chwilą użycia instrumentu RMI. Utwór Tyler ukończył z pomocą pozostałych członków zespołu.

## Treść
Utwór określono jako reprezentujący gatunki hard rock, blues rock, AOR.
Tyler powiedział, że piosenka zachęca do tego, aby śnić, aż marzenia się spełnią. Muzyk dodał, że jest to jednocześnie dobre podsumowanie krytyki, z jaką spotkał się zespół po wydaniu swojego pierwszego albumu.

## Wydanie i odbiór
Po wydaniu albumu Aerosmith Columbia Records nie promowała go z uwagi na fakt, iż wytwórnia koncentrowała się na promocji albumu Bruce'a Springsteena, Greetings from Asbury Park, N.J.. Zespół przekonał jednak Columbię do wydania „Dream On” na singlu. Wersja z singla nieco różniła się od wersji albumowej i była szczególnie chętnie grana w rozgłośni WRKO. Efektem było uzyskanie 59. miejsca na liście Hot 100.
W grudniu 1975 roku menedżer Aerosmith, David Krebs, po niepowodzeniu singla „You See Me Crying”, przekonał Columbia Records do ponownego wydania „Dream On” jako singla. Piosenka w 1976 roku dotarła do szóstego miejsca na liście Hot 100.
| Lista             | Pozycja | Źródło |
| ----------------- | ------- | ------ |
| Holandia          | 14      | [ 5 ]  |
| Stany Zjednoczone | 6       | [ 3 ]  |

W 2021 roku piosenka zajęła 199. miejsce na liście utworów wszech czasów według „Rolling Stone”.

## Covery i wykorzystanie
Sample utworu wykorzystał Eminem w utworze „Sing for the Moment”. Covery piosenki nagrali m.in. Ronnie James Dio, Michael Angelo Batio i Anastacia. Piosenkę wykorzystano ponadto w filmie Cud w Lake Placid (2004), serialu Glee (2010, odc. „Dream On”), a także w reklamach: Buicka LaCrosse (2005), Adobe Photoshopa (2015), Skittles (2016), Walmart (2016) i Kii Stinger (2018).